# Стибарсен
Стибарсен або альмоніт є природною формою антимоніду арсену (AsSb) або арсеніду стибію (SbAs). Назва «стибарсен», власне, походить від назв хімічних елементів, з яких складається мінерал, тоді як альмоніт походить від місцевості Монетьєр-Альмон у Франції, де був відкритий мінерал.
Стибарсен знайдений у рудних жилах в Альмоні (Ізер, Франція), у Вальтелліні (Італія), у Комсток-Лоуді (Невада) та в літієвих пегматитах у Варутреску (Швеція). Стибарсен часто змішаний з чистим арсеном або стибієм, і в оригінальному описі 1941 року пропонувалося використовувати назву «стибарсен» для AsSb та «альмоніт» для сумішей. З 1982 року Міжнародна мінералогічна асоціація вважає «стибарсен» правильною назвою мінералу.

## Структура

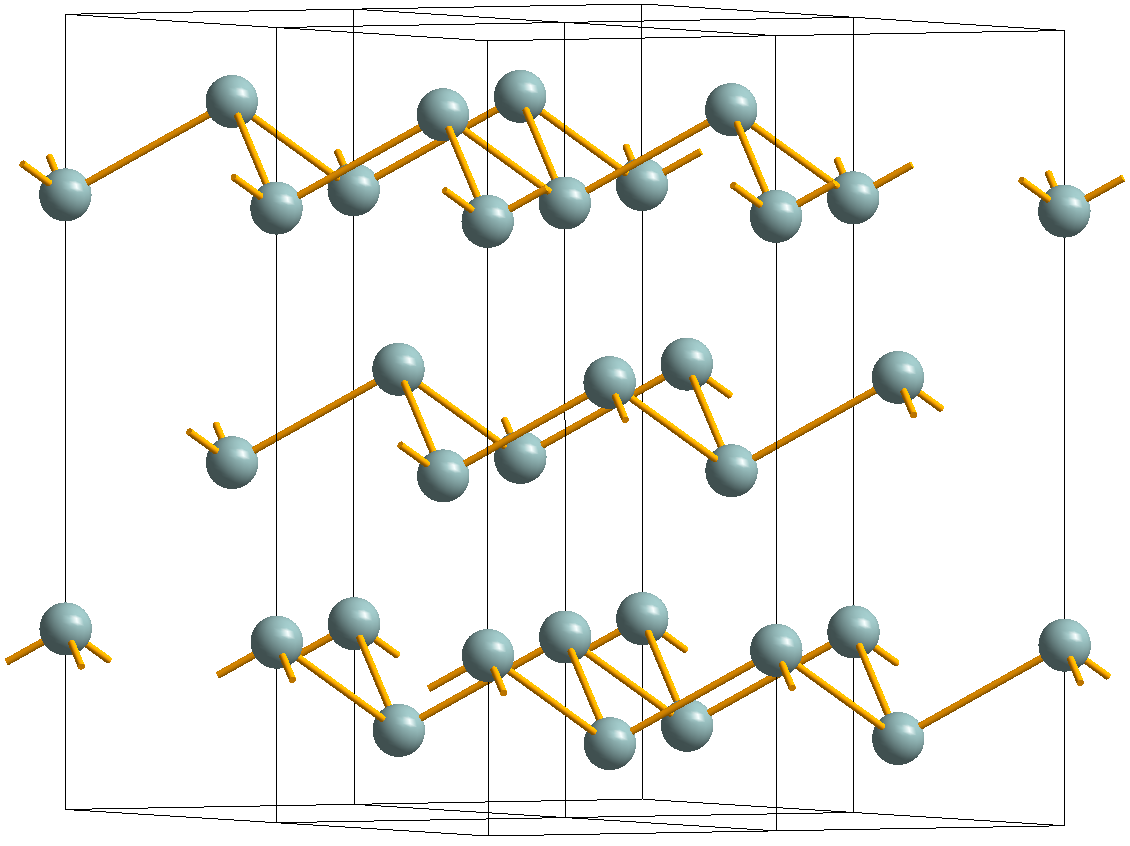
Спільна для As, Sb і AsSb кристалічна структура

Стибарсен має таку ж кристалічну структуру, як арсен і стибій, з проміжними значеннями параметрів ґратки. Ця структура (просторова група R3m № 166) по-різному описується як гексагональна, тригональна та ромбоедрична через перекриття між цими термінами. Моделювання інтенсивності дифракції рентгенівських променів показує, що атоми Sb і As утворюють упорядковані (або частково впорядковані) підґратки в SbAs. Атоми розташовані у вигляді деформованих графітоподібних листів, які простягаються перпендикулярно осі c. Слабке зчеплення між листами пояснює відносно низьку твердість As, Sb і AsSb.
| Мінерал | а (нм)  | c (нм) | ρ (г/см3) | Посилання |
| ------- | ------- | ------ | --------- | --------- |
| As      | 0,376   | 1,055  | 5,78      | [ 9 ]     |
| AsSb    | 0,4025  | 1,084  | 6.37      | [ 8 ]     |
| Sb      | 0,43056 | 1,125  | 6.72      | [ 10 ]    |